# Банда, Эммануэль
Эммануэль Джастин Рэбби Банда (англ. Emmanuel Justine Rabby Banda; род. 29 сентября 1997, Чилилабомбве, Замбия) — замбийский футболист, полузащитник клуба «Риека» и национальной сборной Замбии.

## Клубная карьера
Профессиональную карьеру начал в Замбии в клубе «Нчанга Рейнджерс». В июле 2016 года перебрался в португальский «Эшмориш», в составе которого принял участие в 16 матчах и забил один мяч. 27 июня 2017 года перебрался в бельгийский чемпионат, подписав трёхлетний контракт с «Остенде». Первую игру за новый клуб провёл 27 июля в матче третьего квалификационного раунда Лиги Европы УЕФА с французским «Марселем», выйдя в середине второго тайма вместо Франка Беррье. 30 июля дебютировал в Лиге Жюпиле в игре с «Мускроном», появившись на поле на 75-й минуте.
В январе 2019 года отправился на правах аренды до конца сезона во французский клуб Лиги 2 «Безье». В его составе принял участие в тринадцати поединках.
22 февраля 2020 года стал игроком шведского «Юргордена», подписав с клубом контракт на три года. 7 марта провёл первую игру в рамках группового этапа кубка Швеции с «Мьельбю», заменив на 77-й минуте Юнатана Ринга. 22 июля состоялся дебют Банды в чемпионате Швеции. В матче с «Эстерсундом» он появился на поле на последних минутах встречи.

## Карьера в сборной
В 2017 году в составе юношеской сборной Замбии принимал участие в Кубке африканских наций, где замбийцы дошли до финала. Банда провёл на турнире пять матчей. В решающем поединке с Сенегалом он вышел в стартовом составе и в компенсированное ко второму тайму время был заменён. Замбия одержала победу со счётом 2:0 и выиграла турнир.
В августе 2017 года был впервые вызван в национальную сборную Замбии на сентябрьские отборочные матчи чемпионата мира 2018 с Алжиром. Дебютировал в составе сборной 5 сентября в гостевом поединке, появившись на поле в конце встречи вместо Эрнеста Мбеве.

## Достижения
Замбия (до 20):
- Победитель Кубка африканских наций (до 20 лет): 2017

## Клубная статистика
| Выступление      | Выступление      | Выступление      | Лига | Лига | Кубки | Кубки | Конт. кубки | Конт. кубки | Итого | Итого |
| Клуб             | Лига             | Сезон            | Игры | Голы | Игры  | Голы  | Игры        | Голы        | Игры  | Голы  |
| ---------------- | ---------------- | ---------------- | ---- | ---- | ----- | ----- | ----------- | ----------- | ----- | ----- |
| Остенде          | Лига Жюпиле      | 2017/18          | 19   | 3    | 0     | 0     | 1           | 0           | 20    | 3     |
| Остенде          | Лига Жюпиле      | 2018/19          | 5    | 1    | 3     | 0     | 0           | 0           | 8     | 1     |
| Остенде          | Лига Жюпиле      | 2019/20          | 0    | 0    | 0     | 0     | 0           | 0           | 0     | 0     |
| Остенде          | Итого            | Итого            | 24   | 4    | 3     | 0     | 1           | 0           | 28    | 4     |
| → Безье          | Лига 2           | 2018/19          | 13   | 0    | 0     | 0     | 0           | 0           | 13    | 0     |
| → Безье          | Итого            | Итого            | 13   | 0    | 0     | 0     | 0           | 0           | 13    | 0     |
| Юргорден         | Алльсвенскан     | 2020             | 8    | 1    | 2     | 0     | 1           | 0           | 11    | 1     |
| Юргорден         | Алльсвенскан     | 2021             | 23   | 4    | 2     | 0     | 0           | 0           | 25    | 4     |
| Юргорден         | Итого            | Итого            | 31   | 5    | 4     | 0     | 1           | 0           | 36    | 5     |
| Всего за карьеру | Всего за карьеру | Всего за карьеру | 68   | 9    | 7     | 0     | 2           | 0           | 77    | 9     |

## Статистика в сборной
| Матчи и голы Эммануэля Банды за национальную сборную Замбии | Матчи и голы Эммануэля Банды за национальную сборную Замбии | Матчи и голы Эммануэля Банды за национальную сборную Замбии | Матчи и голы Эммануэля Банды за национальную сборную Замбии | Матчи и голы Эммануэля Банды за национальную сборную Замбии | Матчи и голы Эммануэля Банды за национальную сборную Замбии |
| №                                                           | Дата                                                        | Оппонент                                                    | Счёт                                                        | Голы                                                        | Соревнование                                                |
| ----------------------------------------------------------- | ----------------------------------------------------------- | ----------------------------------------------------------- | ----------------------------------------------------------- | ----------------------------------------------------------- | ----------------------------------------------------------- |
| 1                                                           | 5 сентября 2017                                             | Алжир                                                       | 1:0                                                         | 0                                                           | Отборочные матчи Чемпионата мира 2018                       |
| 2                                                           | 11 ноября 2017                                              | Камерун                                                     | 2:2                                                         | 0                                                           | Отборочные матчи Чемпионата мира 2018                       |
| 3                                                           | 24 марта 2018                                               | ЮАР                                                         | 0:2                                                         | 0                                                           | Товарищеский матч                                           |
| 4                                                           | 18 ноября 2018                                              | Мозамбик                                                    | 0:1                                                         | 0                                                           | Отборочные матчи Кубка африканских наций 2019               |
| 5                                                           | 9 июня 2019                                                 | Камерун                                                     | 1:2                                                         | 0                                                           | Товарищеский матч                                           |
| 6                                                           | 16 июня 2019                                                | Марокко                                                     | 3:2                                                         | 0                                                           | Товарищеский матч                                           |
| 7                                                           | 19 июня 2019                                                | Кот-д’Ивуар                                                 | 1:4                                                         | 0                                                           | Товарищеский матч                                           |
| 8                                                           | 10 октября 2021                                             | Экваториальная Гвинея                                       | 1:1                                                         | 0                                                           | Отборочные матчи Чемпионата мира 2022                       |
| 9                                                           | 13 ноября 2021                                              | Мавритания                                                  | 4:0                                                         | 0                                                           | Отборочные матчи Чемпионата мира 2022                       |

Итого:9 матчей и 0 голов; 3 победы, 2 ничьи, 4 поражения.